# Pohnstorf (Damshagen)
Pohnstorf ist ein Ortsteil der Gemeinde Damshagen im Landkreis Nordwestmecklenburg in Mecklenburg-Vorpommern.

## Geografie und Verkehrsanbindung
Pohnstorf liegt südwestlich des Kernortes Damshagen fernab des Verkehrs. Die B 105 verläuft 4 km entfernt südlich. Nördlich erstreckt sich das 33 ha große Naturschutzgebiet Pohnstorfer Moor und südlich das Naturschutzgebiet Moorer Busch.

## Sehenswürdigkeiten
Als Baudenkmale sind ausgewiesen (siehe Liste der Baudenkmale in Damshagen#Pohnstorf):
- Bauernhof mit Bauernhaus, Scheune, Stall und Backhaus
- Hallenhaus mit Nebengebäude und Einfriedung